# HPD
HPD (англ. 4-hydroxyphenylpyruvate dioxygenase) – білок, який кодується однойменним геном, розташованим у людей на 12-й хромосомі. Довжина поліпептидного ланцюга білка становить 393 амінокислот, а молекулярна маса — 44 934.
| 10         |  | 20         |  | 30         |  | 40         |  | 50         |
| ---------- |  | ---------- |  | ---------- |  | ---------- |  | ---------- |
| MTTYSDKGAK |  | PERGRFLHFH |  | SVTFWVGNAK |  | QAASFYCSKM |  | GFEPLAYRGL |
| ETGSREVVSH |  | VIKQGKIVFV |  | LSSALNPWNK |  | EMGDHLVKHG |  | DGVKDIAFEV |
| EDCDYIVQKA |  | RERGAKIMRE |  | PWVEQDKFGK |  | VKFAVLQTYG |  | DTTHTLVEKM |
| NYIGQFLPGY |  | EAPAFMDPLL |  | PKLPKCSLEM |  | IDHIVGNQPD |  | QEMVSASEWY |
| LKNLQFHRFW |  | SVDDTQVHTE |  | YSSLRSIVVA |  | NYEESIKMPI |  | NEPAPGKKKS |
| QIQEYVDYNG |  | GAGVQHIALK |  | TEDIITAIRH |  | LRERGLEFLS |  | VPSTYYKQLR |
| EKLKTAKIKV |  | KENIDALEEL |  | KILVDYDEKG |  | YLLQIFTKPV |  | QDRPTLFLEV |
| IQRHNHQGFG |  | AGNFNSLFKA |  | FEEEQNLRGN |  | LTNMETNGVV |  | PGM        |

A: Аланін

C: Цистеїн

D: Аспарагінова кислота

E: Глутамінова кислота

F: Фенілаланін

G: Гліцин

H: Гістидин

I: Ізолейцин

K: Лізин

L: Лейцин

M: Метіонін

N: Аспарагін

P: Пролін

Q: Глутамін

R: Аргінін

S: Серин

T: Треонін

V: Валін

W: Триптофан

Кодований геном білок за функціями належить до оксидоредуктаз, фосфопротеїнів. 
Задіяний у таких біологічних процесах, як ацетилювання, альтернативний сплайсинг. 
Білок має сайт для зв'язування з іонами металів, іоном заліза. 